# Nyanza Genocide Memorial

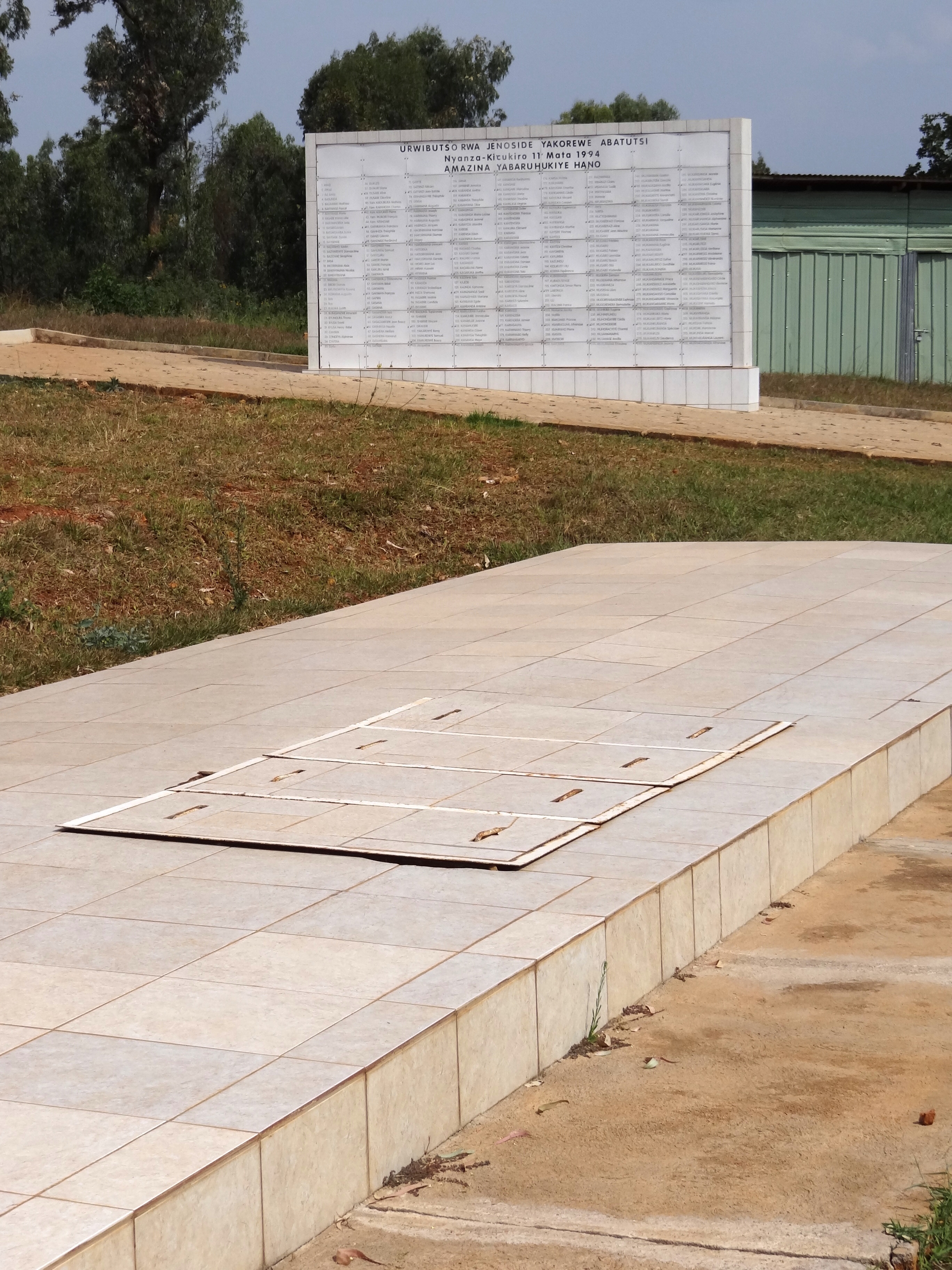
Gelände mit Massengräbern und einer Wand mit Namen der Opfer am Nyanza Genocide Memorial

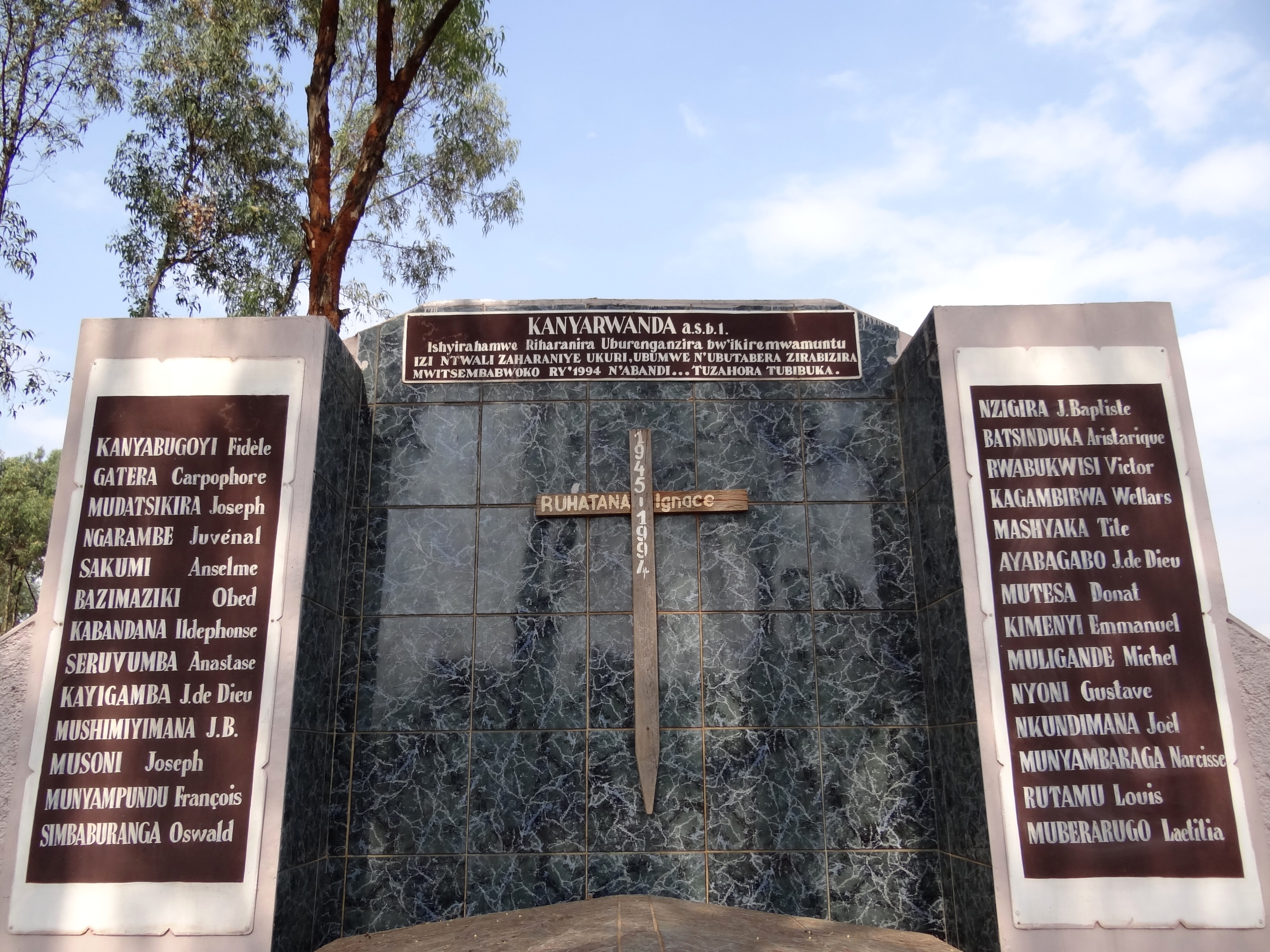
Gedenkstein über einem der Massengräber

Das Nyanza Genocide Memorial ist eine Gedenk- und Ruhestätte im Südosten der ruandischen Hauptstadt Kigali für Opfer des Völkermords an den Tutsi im Jahr 1994.

## Lage und Beschreibung
Die Gedenkstätte befindet sich in der Zelle Rukatsa im Sektor Kagarama des Distrikts Kicukiro. Insgesamt wurden im von April bis Juli 1994 dauernden Völkermord etwa 800.000 bis eine Millionen bzw. 75 Prozent der in Ruanda lebenden Tutsi-Minderheit und als Unterstützer wahrgenommende Ruander von Hutu getötet. Am Nyanza Genocide Memorial wurden beginnend 1994 über die Jahre 96.000 Opfer des Völkermords in mit Beton bedeckten Massengräbern bestattet. Um die Gräber stehen Wände, die mit den Namen der Opfer beschriftet sind. Auf dem Gelände befindet sich zudem der Hauptsitz von Ibuka, einer Nichtregierungsorganisation für Überlebende und zum Gedenken des Völkermords.

## Geschichte und Gedenken
An der ehemaligen weiterführenden Schule École Technique Officielle (ETO) der Salesianer Don Boscos, die sich nördlich des Nyanza Genocide Memorial (1,980°S, 30,107°O) befand, waren zu Beginn des Völkermords rund 90 belgische UN-Blauhelmsoldaten der United Nations Assistance Mission for Rwanda (UNAMIR) stationiert. Initialzündung für den Völkermord war der Abschuss des Präsidentenflugzeugs am 6. April 1994. Etwa 2000 Ruander, darunter mindestens 400 Kinder, suchten nachdem das Morden begann an der ETO Schutz, die daraufhin von mordwilligen Hutu umzingelt wurde. Am 11. April erhielten die Blauhelmsoldaten einen direkten Befehl die Stadt zu verlassen. Einige Tutsi flehten die Offiziere an, sie lieber zu erschießen, anstatt sie den Völkermördern zu überlassen. Die Soldaten verließen die Schule jedoch am Nachmittag. Viele der schutzlosen Tutsi wurden von den einstürmenden Interahamwe sofort getötet, während der geflohene Rest wenige Stunden später zusammengetrieben und anschließend mit Gewehren, Handgranaten und zuletzt Macheten angegriffen und schlussendlich ein Großteil der 2000 Tutsi getötet wurde. Sie gehören zu den am Nyanza Genocide Memorial bestatteten Opfern. Eine Gedenkfeier wird dort daher jährlich am 11. April abgehalten. Die Geschehnisse rund um die ETO und das dortige Massaker wurden in dem Spielfilm Shooting Dogs aus dem Jahr 2005 aus Sicht eines Lehrers dargestellt.